# Macrostelia laurina
Macrostelia laurina är en malvaväxtart som först beskrevs av Henri Ernest Baillon, och fick sitt nu gällande namn av Bénédict Pierre Georges Hochreutiner och Humbert. Macrostelia laurina ingår i släktet Macrostelia och familjen malvaväxter. Inga underarter finns listade i Catalogue of Life.